# Mihaela Silvia Roșca
Mihaela Silvia Roșca (n. 8 iulie 1957, Roman, Neamț, România) este o dirijoare română.